# Risvattnet (Burträsks socken, Västerbotten)
Risvattnet är en sjö i Skellefteå kommun i Västerbotten och ingår i Kålabodaåns huvudavrinningsområde. Sjön har en area på 0,265 kvadratkilometer och ligger 153,3 meter över havet. Risvattnet avvattnas av Flarkån.

## Delavrinningsområde
Risvattnet ingår i det delavrinningsområde (714777-173910) som SMHI kallar för Ovan Abborrtjärnsbäcken. Medelhöjden är 131 meter över havet och ytan är 61,96 kvadratkilometer. Det finns inga avrinningsområden uppströms utan avrinningsområdet är högsta punkten. Avrinningsområdets utflöde Flarkån mynnar i Hertsångersälven som mynnar i havet. Avrinningsområdet består mestadels av skog (75 procent) och jordbruk (12 procent). Avrinningsområdet har 0,27 kvadratkilometer vattenytor vilket ger det en sjöprocent på 0,4 procent.